# 劳工-进步党
劳工-进步党（英語：Labor-Progressive Party）是加拿大的一个已不存在的共产主义政党。
1940年，加拿大政府宣布禁止加拿大共产党活动。1943年8月，加拿大共产党全国特别代表大会宣布建立劳工-进步党，以劳工-进步党的名义进行活动。1954年3月，该党“五大”提出以“和平的、合乎宪法的道路”过渡到社会主义的纲领。1959年，该党恢复“加拿大共产党”的名称。